# Sobek
Sobek (còn được gọi là Sebek, Sochet, Sobk, và Sobki), tiếng Hy Lạp là Suchos (Σοῦχος) từ tiếng Latin Suchus, là một vị thần mình người đầu cá sấu trong tôn giáo Ai Cập cổ đại. Ông còn nhiều tên gọi như "Người yêu quý kẻ trộm", "Răng nhọn". Ông còn liên kết sức mạnh với các thần Atum, Ra và Horus.
Chính vì sự hung hãn, tàn bạo của loài cá sấu mà Sobek được xem là vị thần bảo trợ cho quân đội và các Pharaoh.

## Thần thoại
Sobek là con trai của nữ thần Neith và là anh em với ác thần Apep và thần mặt trời Ra, tất cả được sinh ra từ vùng nước nguyên sơ ở thời kỳ hỗn mang. Một số tài liệu ghi ông là con trai của thần Seth. Không giống như người anh em của mình, tuy mang dáng vẻ của một con vật hung dữ nhưng thần Sobek vẫn có nhiều tính tốt. Sobek đã giúp Isis nuôi nấng Horus khi bà đi tìm xác của chồng là Osiris. Sobek còn cùng với Isis hồi sinh cho Osiris vốn bị giết hại bởi người em Set, cha của ông. Theo lệnh của thần Ra, ông đã cứu sống 4 người con trai của thần Horus khỏi vùng nước nguyên sơ của thần Nun.
Vốn là cá sấu nên đôi khi Sobek rất thích ăn thịt sống. Tương truyền, khi Set vứt các mảnh xác của Osiris trên khắp Ai Cập, ông đã vô tình ăn đi phần xác cuối cùng của Osiris. Vì thế, các thần khác trừng phạt bằng cách làm cho cái lưỡi của Sobek nhỏ đi. Đó là lý do tại sao cá sấu ngày nay có cái lưỡi vô cùng nhỏ, gần như là vô dụng.

## Thờ cúng
Toàn bộ khu vực thành phố cổ Faiyum (tây nam Cairo) đều tôn thờ thần Sobek. Có một ngôi đền vào Triều đại thứ 12 ở Medinet Madi dành cho Sobek và Renenutet - vợ Sobek, nữ thần mùa màng và kho lúa. Đền được xây dựng bởi Amenemhet III và Amenemhet IV. Những con cá sấu được nuôi trong một hồ thiêng, được cho ăn thịt sống và bánh ngọt và được đeo trang sức quý giá.
Tại Kom Ombo, có một ngôi đền kép dành riêng cho Sobek và Horus. Phía bên trái thờ Horus và bên phải thờ Sobek. Ngôi đền được xây dựng trong thời kỳ Ptolemaic. Tại đây, Sobek được thờ với Hathor (vốn là vợ của Horus) và con trai Khonsu (vốn là con của Amun và Mut). Sobek còn có vợ là nữ thần Meskhenet và là cha của Khnum.

## Hình ảnh
- Tranh minh họa thần Sobek (ảnh trưng bày tại Bảo tàng Brooklyn)
- Xác ướp cá sấu trưng bày tại Aswan
- Amenhotep III và thần Sobek, tượng trưng bày tại Đền Luxor
- Hình ảnh Sobek trên tường của Đền Kom Ombo